# Parti culinaire du Québec
Le Parti culinaire du Québec est un petit parti politique provincial au Québec, au Canada,,. Fondé en 2018 par le chef québécois d'origine malgache Jean-Louis Thémis, il vise à sensibiliser les électeurs québécois à l'alimentation et au respect de la nature.  

## Contexte
Jean-Louis Thémis, né Jean-Louis Thémistocle Randriantiana à Madagascar dans les années 1950, s'installe au Québec en 1972. Thémis occupe divers postes au Québec, dont chef chez Metro-Richelieu, fondateur de Cuisiniers sans frontières (qui enseigne la cuisine aux communautés à faible revenu à l'échelle internationale), et plus récemment en tant que professeur à l'Institut de tourisme et d'hôtellerie du Québec.  Il annonce sa retraite de l'ITHQ pour poursuivre ce projet. 

## Idéologie
La base de l'idéologie du parti implique la création d'une « gastronocratie », dans laquelle les agriculteurs et les producteurs alimentaires seraient considérés comme les élites de la société.  Aucune décision gouvernementale ne serait prise qui mettrait en péril l'approvisionnement alimentaire du Québec, en utilisant le pipeline Énergie Est à titre d'exemple,. 
Thémis appelle à la fin des achats du dimanche afin que les familles puissent manger ensemble, à l'amélioration de la nourriture dans les hôpitaux et les centres de santé communautaires et à la création d'un ministère de la gastronomie,. 
Le parti aimerait voir les restaurants utiliser des ingrédients locaux et biologiques qui seraient exonérés de la taxe de vente du Québec. 

## Résultats des élections
Aux élections de 2018 au Québec, Thémis est le seul candidat du parti, dans sa circonscription locale de Laurier-Dorion.
Aux élections de 2022 le Parti culinaire double son nombre de candidatures en présentant pour la première fois une deuxième candidature. Thémis est candidat dans Gouin et Amélie Villeneuve est candidate dans Laurier-Dorion.
|         |         |
| 1 / 125 | (0,8 %) |
|         |         |

|         |       |
| 0 / 125 | (0 %) |
|         |       |

|        |  |
| 0,00 % |  |
|        |  |

|         |         |
| 2 / 125 | (1,6 %) |
|         |         |

|         |       |
| 0 / 125 | (0 %) |
|         |       |

|        |  |
| 0,01 % |  |
|        |  |